# Суцянь
Суця́нь (кит. упр. 宿迁, пиньинь Sùqiān) — городской округ в провинции Цзянсу КНР.

## География
Городской округ Суцянь расположен на северном и западном берегах озера Хунцзэху.

## История
Несмотря на то, что эти места имеют древнюю историю, до недавнего времени они не составляли единой административной единицы. В годы второй мировой войны они вошли в состав созданной марионеточным прояпонским правительством провинции Хуайхай. После Второй мировой войны они были подчинены Специальному району Хуайинь (淮阴专区), который в 1970 году стал Округом Хуайинь (淮阴地区), а в 1983 году был преобразован в городской округ Хуайинь. 
В 1996 году из городского округа Хуайинь был выделен городской округ Суцянь.

## Административно-территориальное деление
Городской округ Суцянь делится на 2 района, 3 уезда:
| Карта                      | Статус | Название | Иероглифы    | Пиньинь | Площадь (км²) | Население (2010) |
| -------------------------- | ------ | -------- | ------------ | ------- | ------------- | ---------------- |
| Сучэн Суюй Шуян Сыян Сыхун |        |          |              |         |               |                  |
| Район                      | Сучэн  | 宿城区   | Sùchéng qū   | 854     | 890 000       |                  |
| Район                      | Суюй   | 宿豫区   | Sùyù qū      | 1254    | 710 000       |                  |
| Уезд                       | Шуян   | 沭阳县   | Shùyáng xiàn | 2298    | 1 830 000     |                  |
| Уезд                       | Сыян   | 泗阳县   | Sìyáng xiàn  | 1418    | 1 123 000     |                  |
| Уезд                       | Сыхун  | 泗洪县   | Sìhóng xiàn  | 2730    | 1 020 000     |                  |

## Экономика
В Суцяне расположены производитель ликёров и вин Jiangsu Yanghe Brewery, химические заводы Hengli Petrochemical и Shenghong Holding, завод полупроводников JCET Group, завод бытовой техники Gree Tosot Home Appliances.

### Туризм
Курорт «Озеро Лома» имеет статус курорта государственного значения.

### Агробизнес
В округе выращивают рис и овощи, разводят свиней, кур и пресную рыбу, активно развивается цветоводство.